# 阿奇厄克維格特根湖
阿奇厄克維格特根湖是俄羅斯的湖泊，由楚科奇自治區負責管轄，海拔高度512米，該湖長2.23公里、寬0.7公里，湖岸線長度6.15公里，湖水從帕利亞瓦姆河流出。